# Ingeteam

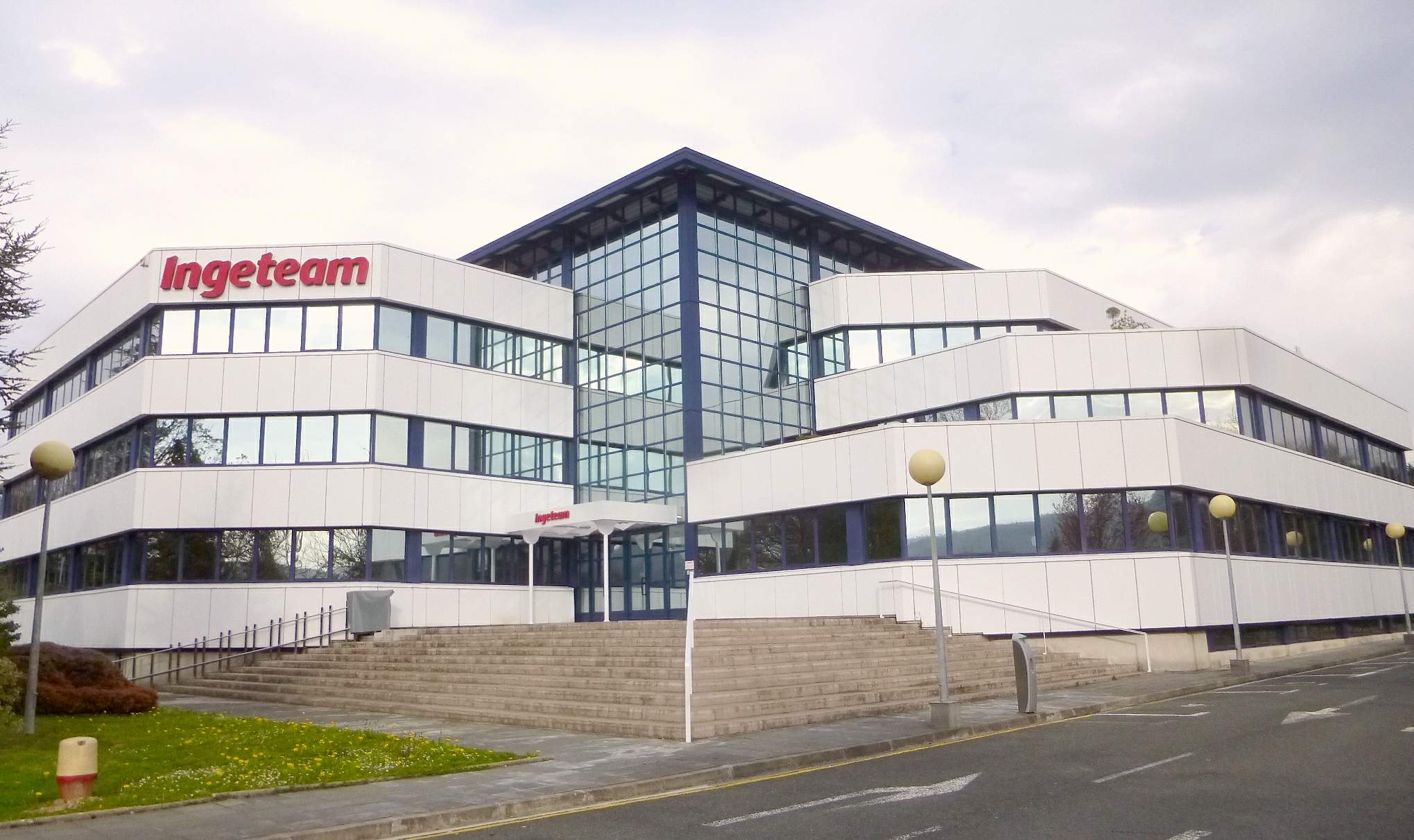
F&E-Park in Zamudio

Ingeteam Corporación S.A. ist ein spanisches Unternehmen mit Sitz in Zamudio.
Ingeteam ist in bestimmten Bereichen der Elektrotechnik und der Entwicklung elektrischer Ausstattung, von Motoren, Generatoren und Frequenzwandlern aktiv. Die Geschäftsfelder des Unternehmens sind: Energie, Industrie, Schiffs- und Eisenbahnantriebe.

## Hintergrund
Das Unternehmen entstand 1989 durch Zusammenschluss der 1974 gegründeten Ingelectric S.A. und der 1972 gegründeten Team S.A.
Die heutige Ingeteam Indar Machines S.A. wurde 1940 unter dem Namen INDAR Electromechanical Constructions gegründet und gehört seit 1997 zu Ingeteam. Seit 2001 ist der Standort der Ortsteil Altamira in Beasain.
Das Unternehmen ist in Asien, Europa und Amerika tätig und hat mehr als 3500 Beschäftigte.
Das unter anderem in der Produktion von Solar-, Windkraft- und Batteriewechselrichtern aktive Unternehmen Ingeteam Power Technology S.A. will seinen Umsatz bis 2024 auf nahezu eine Milliarde Euro steigern.

## Produkte
Zu den von Ingeteam angebotenen Produkten zählen:
- Frequenzumrichter und Wechselrichter
- Generatoren
- Automatisierung, Schutz und Steuerung von Stromnetzen
- Elektromotoren
- Tauchpumpen
- Phasenschieber

Es wurden zum Beispiel bisher 24.000 Ladegeräte für Elektrofahrzeuge und Ausrüstungen für 700 Schienenfahrzeuge und 650 Schiffe geliefert.